# Šiniči Morišita
Šiniči Morišita (japonsko 森下 申一), japonski nogometaš in trener, 28. december 1960.
Za japonsko reprezentanco je odigral 28 uradnih tekem.